# 欧洲跨国界音乐奖
欧洲跨国界音乐奖（英語：European Border Breakers Awards，簡稱EBBA）旨在表彰过去一年在除了自己国家外，在欧洲其他国家也取得成功的十名音乐人或乐队。该奖自2004年起每年举办一次。其获奖者包括愛黛兒、Aura Dione、Anna Calvi、東京飯店酷兒、The Baseballs、Zaz、Lykke Li、Milow、凱特·瑪露、戴米恩·莱斯、Caro Emerald、司徒迈和蒙福之子樂團等。

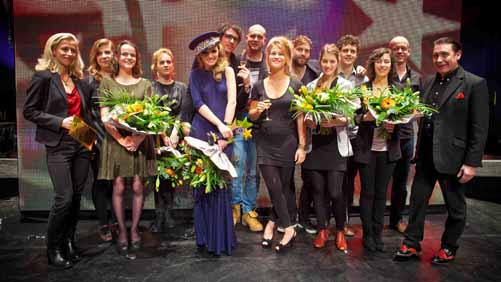
2012欧洲跨国界音乐奖的获奖者们 - 由Mike Breeuwer拍摄